# Вагон-термос

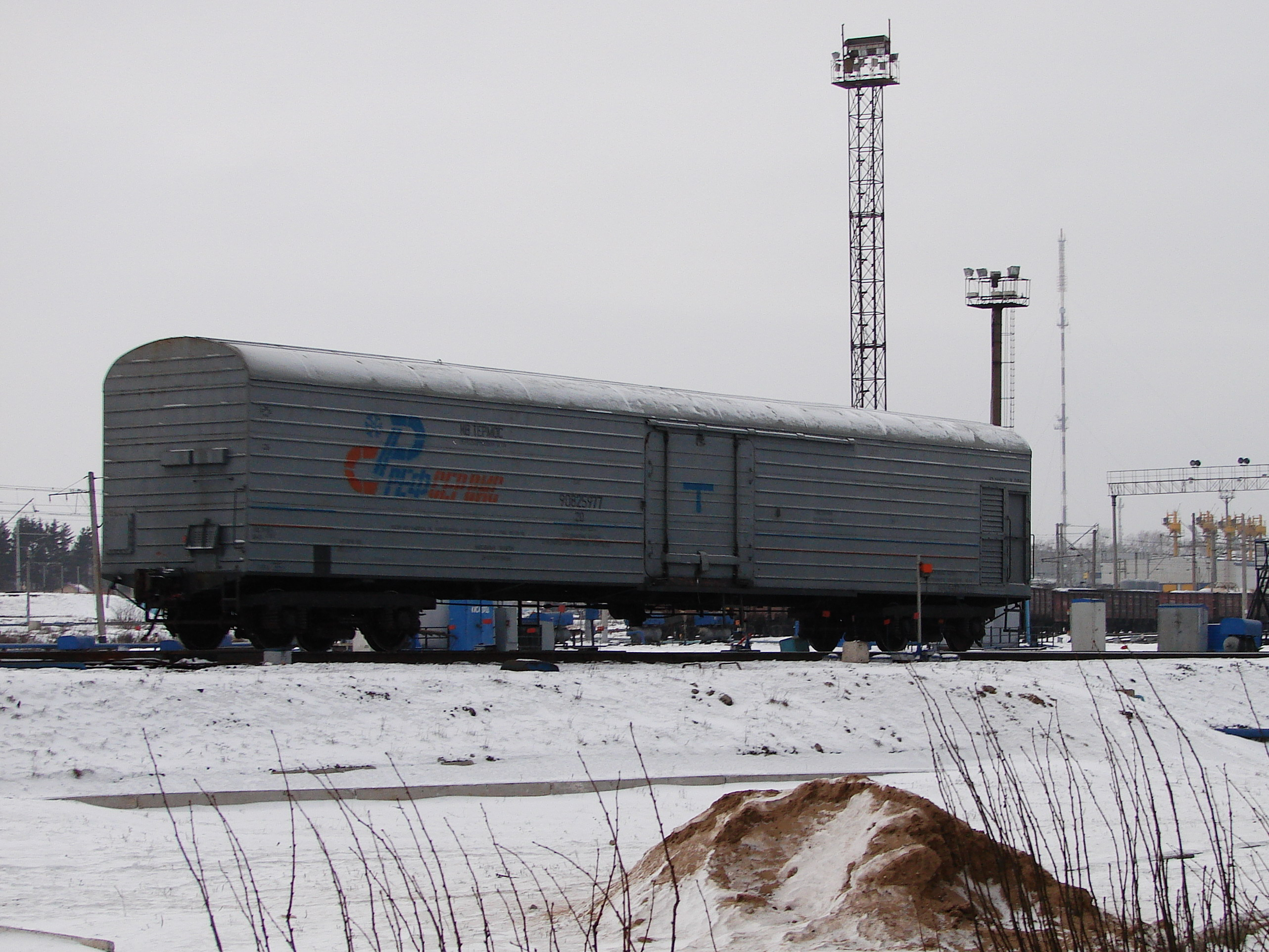
Вагон-ИВ-термос БМЗ на сортировочной станции Лоста

Вагон-термос — изотермический вагон, предназначенный для перевозки термически подготовленных скоропортящихся грузов (СПГ), в отличие от вагонов-рефрижераторов не имеют холодильной установки — поддержание температуры груза в пути следования обеспечивается за счёт теплоизоляции грузового помещения и запаса тепловой энергии при погрузке груза. Вследствие этого, вагоны-термосы имеют ограничения по срокам и дальностям перевозки в них грузов.

## Конструкция

### Вагон-термос (модель ТН-4-201)
Производились на немецком заводе Дессау (Германия) в период с 1987 по 1991гг .
Цельнометаллический кузов имеет конструкцию типа «сэндвич» — наружная обшивка — из низколегированной стали, внутренняя — из алюминиевого сплава. 

Обшивка потолка из экостали толщиной 0,75 мм (оцинкованный стальной лист, покрытый со стороны грузового помещения жаропрочной плёнкой из пластмассы или слоем специального лака). В торцах грузового помещения установлены защитные стенки из оцинкованного листа для предотвращения повреждений основной торцевой стены при сдвиге перевозимого груза. Между двумя слоями стеклопластика пола находятся бумажные вертикальные сегменты (соты) со вспененным полиуретаном. Сверху пол покрыт многослойной фанерой толщиной 18 мм с наружным слоем биологически нейтральной резины. В грузовом помещении на пол положены оцинкованные стальные решётки, а в полу имеются два устройства для удаления промывочной воды. 

Дверные проёмы (ширина 2,7 м, высота 2,3 м) закрываются дверями прислонного типа.

### Цистерна-термос
Цистерна-термос представляет собой горизонтальную ёмкость, служащую для перевозки виноматериалов, коньяка, спирта, молока и других жидкостей, для которых необходимо обеспечение постоянной температуры хранения. 4-х осная.
Конструкция такой цистерны отличается от обычной цистерны слоем теплоизоляции между внутренней ёмкостью и наружним котлом. Изоляция ёмкости выполнена так, чтобы среднесуточный перепад температуры продукта составлял летом 0,2 °C, зимой 0,8 °C. Температура продукта при загрузке должна быть не выше +15 градусов летом и не ниже +8 градусов зимой. Ёмкость изготовлена из коррозийнностойких нержавеющих сталей, для отражения лучистого теплообмена цистерна экранирована кожухом из полированной нержавеющей стали.

### ИВТ и КРУ
ИВТ (изотермический вагон термос) — одиночный изотермический вагон, переоборудованный из грузового вагона рефрижераторной секции и автономных рефрижераторных вагонов (с демонтированными электрическим и холодильным оборудованием).
КРУ (крытый вагон с утеплённым кузовом) — это крытый вагон, переоборудованный из грузовых вагонов рефрижераторных секций и АРВ.
Вагонам ИВТ и КРУ, переоборудованным из рефрижераторных вагонов инвентарного парка железнодорожных администраций, присваивается нумерация, начинающаяся на 918… с выделенными диапазонами номеров.
К перевозкам в международном сообщении допускаются вагоны, переоборудованные из рефрижераторных вагонов инвентарного парка железнодорожных администраций или рефрижераторных вагонов любых форм собственности, имеющие восьмизначную нумерацию на цифру «5», зарегистрированные в Автоматизированном банке данных парка грузовых вагонов (АБД ПВ) ИВЦ ЖА.
В вагонах, переоборудованных из рефрижераторных вагонов, разрешается перевозка тарных, пакетированных и штучных нескоропортящихся грузов, продовольственных, а также отдельных видов скоропортящихся грузов.

## Обслуживание
Все оборудование вагона-термоса работает автоматически и не требует персонала для сопровождения. Техническое обслуживание вагонов-термосов и наблюдение за исправностью работы их оборудования осуществляется на специальных пунктах крупных железнодорожных станций.

## Текущая эксплуатация
Большинство эксплуатируемых в России (по состоянию на декабрь 2009 года) вагонов-термосов было произведено на немецком заводе Дессау (Германия) в период с 1987 по 1991гг .